# Exciter (пісня Judas Priest)
«Exciter» (укр. Збудник) — пісня англійського хеві-метал-гурту Judas Priest з їхнього студійного альбому 1978 року Stained Class. Музичні дослідники вважають цю пісню однією з попередників спід-металу. За словами колишнього гітариста гурту К. К. Даунінґа, їхній барабанщик Лес Бінкс випадково придумав ударне інтро пісні під час саундчеку в їхньому турі на підтримку альбому Sin After Sin.
Канадський хеві-метал гурт Exciter взяв свою назву на честь цієї пісні.

## Суд 1990 року
Під час сумнозвісного судового процесу щодо гурту 1990 року, «Exciter» була однією з пісень, яка була названа стороною обвинувачення як пісні з «прихованими посланнями». Вокаліст Роб Гелфорд продемонстрував, що при відтворенні у зворотному порядку пісня містила «фразу»: «I asked for a peppermint, I asked for her to get one». Серед пісень також підозри впали на «Better by You, Better than Me», де обвинувачі в програній задом наперед пісні розчули фразу «зроби це» і вважали, що саме вона і привела підлітків до суїциду. У підсумку скандальний судовий процес завершився перемогою металістів.

## Сингл
Пісня була випущена як сингл у 1978 році лише в Японії.
| #  | Назва                 | Автор                          | Тривалість |
| -- | --------------------- | ------------------------------ | ---------- |
| 1. | «Exciter»             | Гелфорд, Тіптон                | 5:34       |
| 2. | «Dissident Aggressor» | Гелфорд, Тіптон, К. К. Даунінґ | 3:08       |

## Склад
- Роб Гелфорд — вокал
- К. К. Даунінґ — гітари
- Ґленн Тіптон — гітари
- Іен Гілл — бас-гітара
- Лес Бінкс — ударні